# Assentamentos israelenses

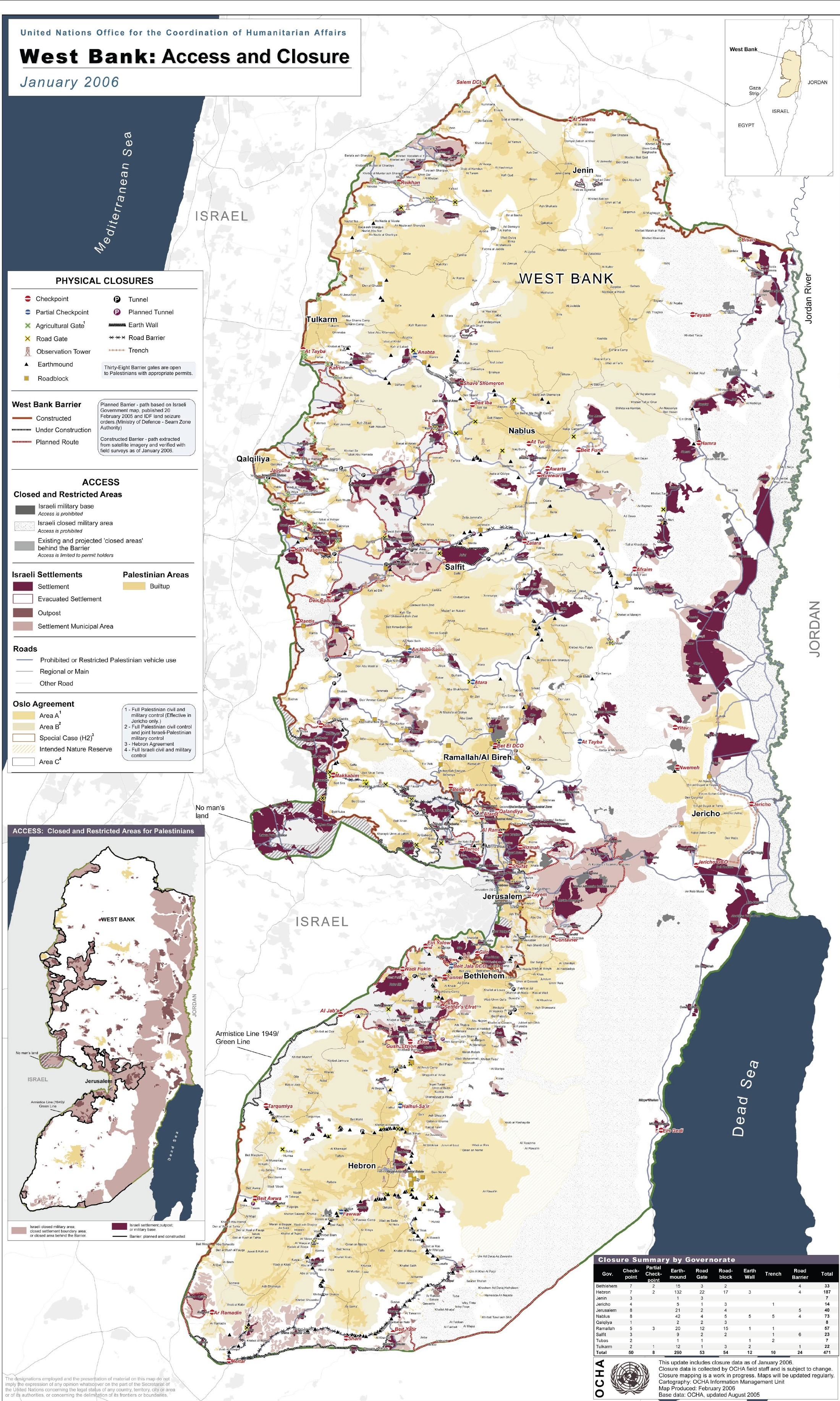
Mapa da Cisjordânia com os assentamentos israelenses na cor magenta (janeiro de 2006).

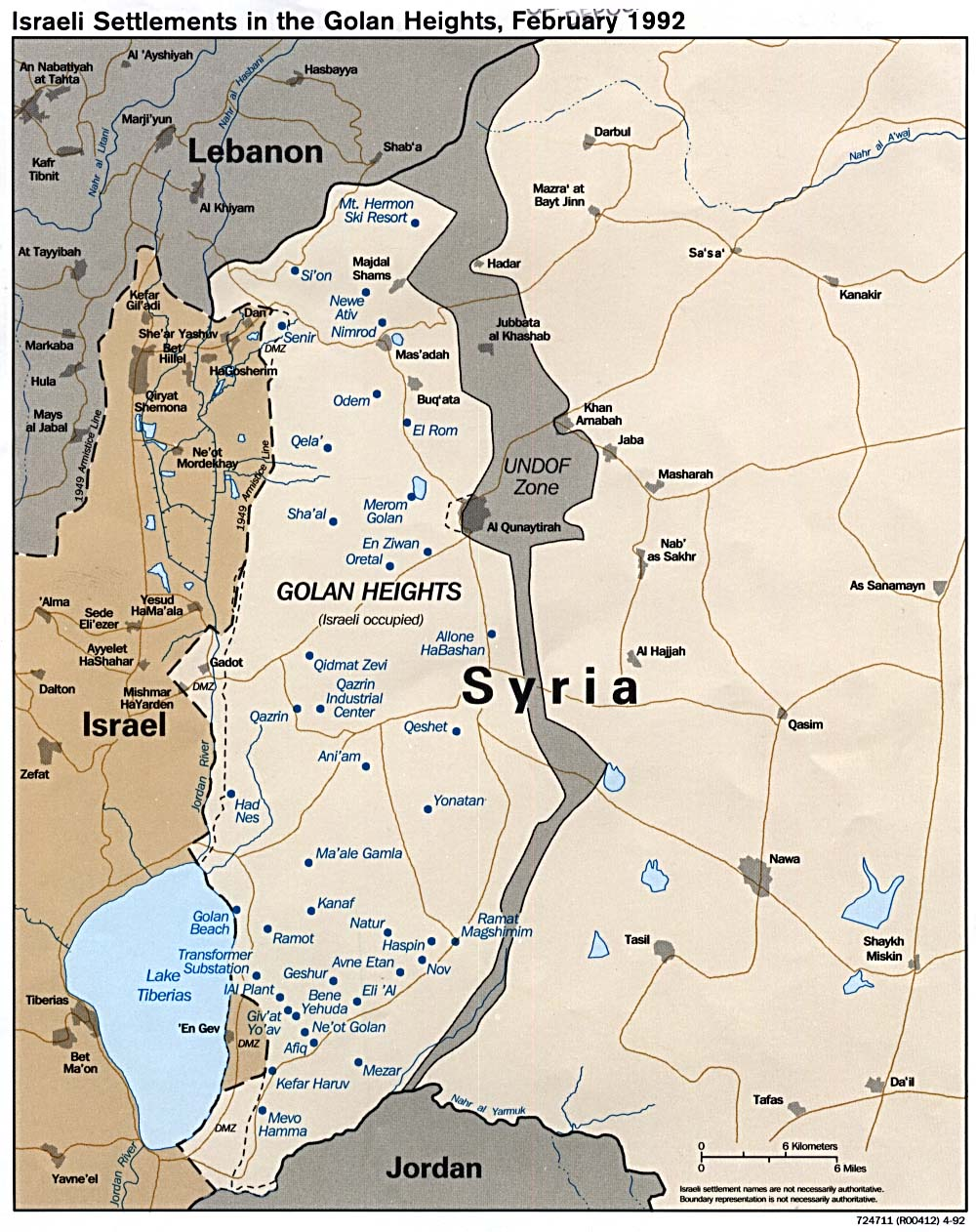
Mapa dos assentamentos israelenses nas Colinas de Golan, em 1992.

Os assentamentos israelenses (português brasileiro) ou israelitas (português europeu), ou colonatos judaicos (português europeu) são colônias construídas por Israel, a partir de 1968, na Palestina, no Egito, no Líbano e na Síria, em territórios ocupados por Israel durante a Guerra dos Seis Dias (1967). Desde então, esses territórios são controlados pelo Estado de Israel.

## Localização dos colonatos
A ocupação dos territórios não é reconhecida internacionalmente, e os assentamentos israelenses são considerados ilegais pela Organização das Nações Unidas. Atualmente, e com a desocupação israelense de territórios do Egito e do Líbano, esses assentamentos estão localizados em três áreas principais:
- Cisjordânia,[2][3] território dividido em áreas sob ocupação militar de Israel e outras áreas sob controle da Autoridade Nacional Palestina.
- Jerusalém Oriental, considerada a capital do Estado da Palestina mas que, em 1980, através da chamada Lei de Jerusalém, foi anexada formalmente por Israel, que considera toda a cidade de Jerusalém como sua capital, "única e indivisível", conquanto, para comunidade internacional, sejam ilegais todos os assentamentos judaicos na parte oriental da cidade, conforme a Resolução 478 do Conselho de Segurança da ONU. Os palestinos pretendem que esta parte seja a capital do seu futuro Estado.
- As Colinas de Golã, parte da Síria, ocupadas por Israel em 1967 e integradas ao sistema administrativo israelense desde 1981, constituindo o Distrito Norte de Israel.[4]

Também existiram outros 18 assentamentos judeus na Península de Sinai, desmantelados em 1982, depois dos acordos de Camp David com o Egito. Foram igualmente removidos todos os 21 assentamentos na Faixa de Gaza e quatro no norte da Cisjordânia, em 2005, em consequência da implementação do Plano de retirada unilateral de Israel.
Atualmente, Jerusalém Oriental e as Colinas de Golã são governadas pela lei civil de Israel, mas ambas são consideradas pela comunidade internacional como territórios sob ocupação militar, assim como a Cisjordânia.
Em novembro de 2009, cerca de 400 000 israelenses viviam na Cisjordânia, em 168 assentamentos oficialmente reconhecidos. Outros 280 000 viviam em Jerusalém Oriental.  Esses assentamentos tanto podem ser fazendas comunitárias como vilarejos de fronteira, com algumas centenas de habitantes, ou verdadeiras cidades, como Ariel. No caso de Jerusalém Oriental, trata-se de bairros dentro da cidade. Os três maiores assentamentos - Modi'in Illit, Maale Adumim e Betar Illit - são cidades com população superior a 30 000 residentes. Todavia, segundo um relatório confidencial do Ministério da Defesa de Israel, publicado pelo jornal Haaretz, em cerca de 75% dos assentamentos judaicos na Cisjordânia, construções  foram erguidas sem licença ou em desacordo com as permissões emitidas pelas autoridades israelenses. Segundo o mesmo estudo, em 30 colônias foram construídos “prédios e infraestrutura, incluindo estradas, escolas e delegacias, em terras privadas de palestinos”.

Em 23 de março de 2010 o primeiro-ministro de Israel, Benjamin Netanyahu, declarou, em Washington, que:
"se os americanos apoiam os  pedidos irracionais feitos pelos palestinos com relação ao congelamento das colônias em Jerusalém Oriental e na Cisjordânia, o processo político corre o risco de ficar bloqueado por um ano".
No dia seguinte, Israel anunciou que planeja construir mais 20 habitações para judeus no território ocupado de Jerusalém Oriental,  no bairro árabe de Sheikh Jarrah. São as primeiras  de um total previsto de cem unidades habitacionais. O projeto, aprovado pela Prefeitura de Jerusalém em julho de 2009, é um empreendimento financiado pelo milionário judeu americano da Flórida Irving Moskowitz, que tem promovido a colonização do setor leste da cidade por judeus. Cerca de vinte apartamentos para famílias israelenses serão edificados no local onde está um antigo hotel, que pertenceu ao líder religioso nacionalista palestino Amin al-Husseini. O negociador palestino, Saeb Erekat, disse que o presidente da Autoridade Palestina, Mahmoud Abbas, insistirá para que Israel revogue os planos para construir em Sheikh Jarrah, assim como a decisão para construir 1 600 casas numa outra região próxima à cidade.

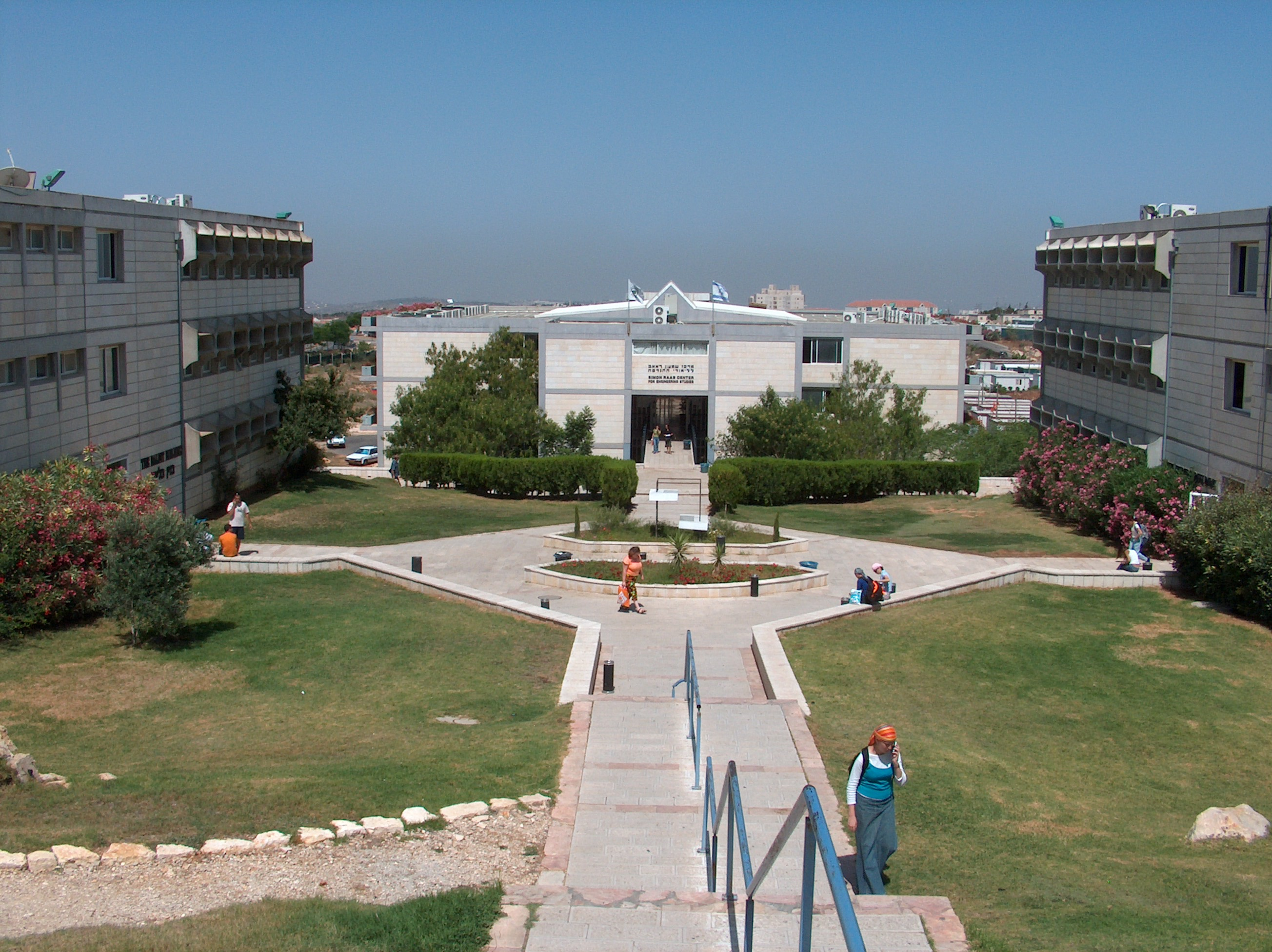
Centro Universitário Ariel de Samaria, instituição israelense com 10.000 alunos, em Ariel, Cisjordânia.
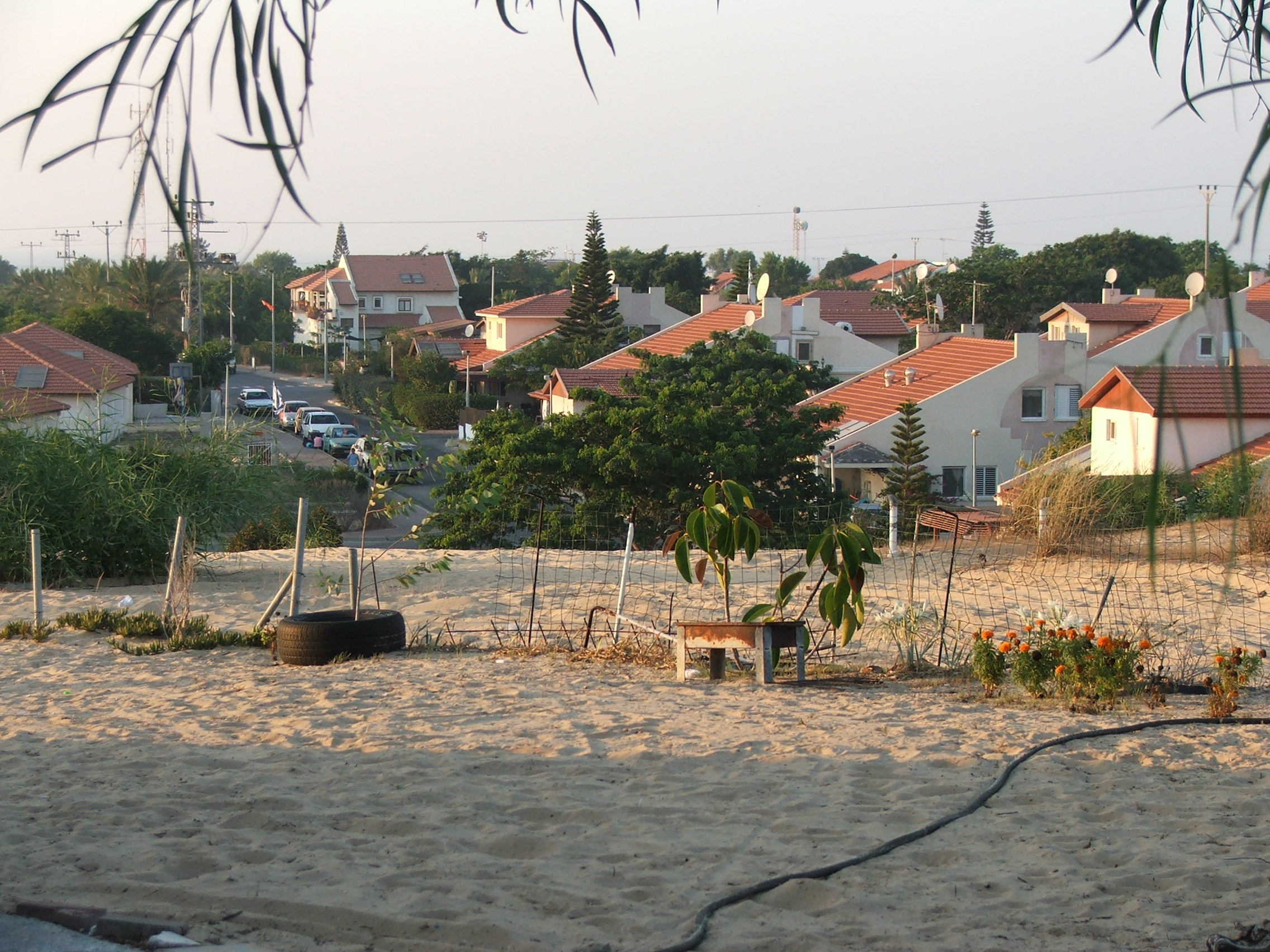
A colônia de Neve Dekalim, evacuada por Israel em 2005.
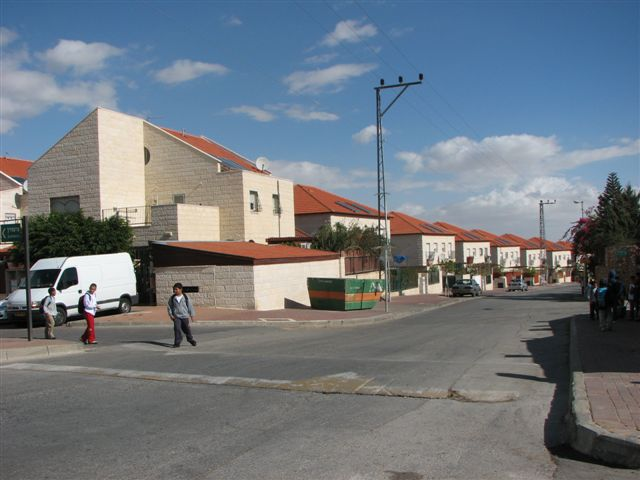
Geva Binyamin, assentamento judeu na Cisjordânia.
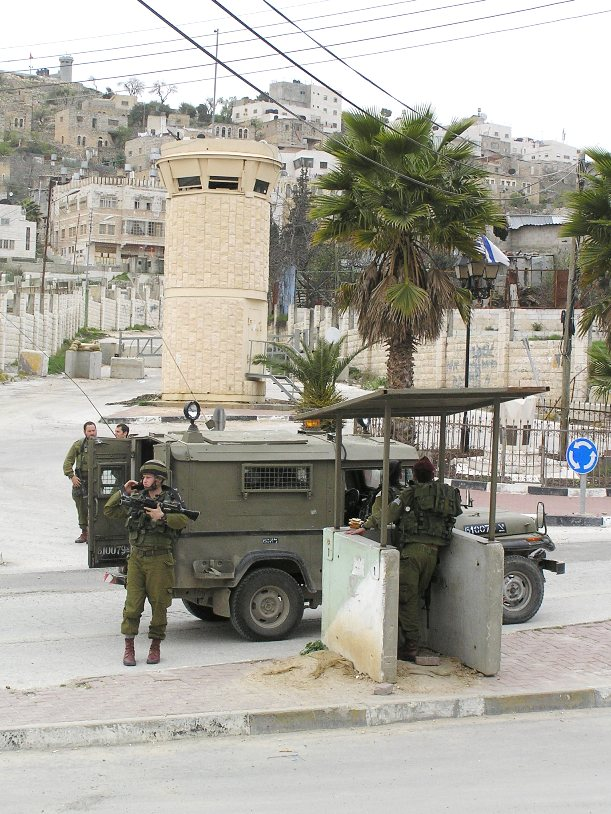
Hebrom, outro assentamento israelense na Cisjordânia.

## Veto dos EUA à resolução da ONU sobre assentamentos judeus em territórios palestinos
Em 18 de fevereiro de 2011, os Estados Unidos vetaram um projeto de resolução do Conselho de Segurança da ONU, apresentado pelos países árabes, que condena o Estado de Israel, por promover a construção de  assentamentos judeus em territórios palestinos. O texto proposto reafirma que todas as atividades israelenses relacionadas aos assentamentos nos Territórios Palestinos Ocupados, inclusive em Jerusalém Oriental, são ilegais e constituem grande obstáculo para alcançar-se a paz com base na solução dos dois Estados -Israel e Palestina. Em consequência, projeto de resolução preconiza a interrupção imediata da expansão das colônias israelenses, retomada em setembro de 2010.
A  medida é apoiada por mais de 100 países. Todos os 14 membros do Conselho de Segurança, inclusive o Brasil, votaram a favor da resolução. Somente os EUA posicionaram-se ao lado dos israelenses, seus aliados históricos, e vetaram a resolução. Desde 2001, este foi o décimo veto americano sobre o assunto (o primeiro da administração de Barack Obama).

Os EUA dizem condenar a expansão dos assentamentos, mas consideram que levar o caso à ONU dificulta ainda mais a retomada do processo de paz. Após a votação, a embaixadora dos Estados Unidos na ONU, Susan Rice, declarou:
"Apesar de concordarmos com os outros membros, e de fato com o mundo em geral, sobre a insensatez e a ilegitimidade de continuar as atividades nos assentamentos israelenses, não nos parece sensato que o Conselho trate de resolver os assuntos cruciais entre israelenses e palestinos." 
No entanto, os palestinos afirmam que somente voltarão às negociações de paz - cuja pauta inclui, entre outros assuntos, a questão dos refugiados palestinos e o status de Jerusalém - se os israelenses interromperem completamente as construções. No mesmo dia em que o ocorreu o veto americano, o governo de Israel convocou os palestinos a retomarem, imediatamente e sem condições, as negociações diretas de paz entre as duas partes.

O Brasil apoia a condenação à política de Israel de continuar avançando sobre os territórios palestinos, considerando que esses avanços causam o congelamento das conversações de paz com a Autoridade Palestina. A então representante permanente do Brasil nas Nações Unidas em Nova York, embaixadora Maria Luiza Viotti, declarou, na sua explicação de voto, que: 
"a continuada expansão dos assentamentos israelenses nos territórios palestinos ocupados tornou-se o obstáculo mais grave a progressos concretos nas negociações para uma solução justa e duradoura da questão da Palestina". A embaixadora acrescentou que "o desrespeito continuado das obrigações internacionais relacionadas à construção de assentamentos constitui ameaça à paz e à segurança na região."
Os árabes já esperavam o veto americano, mas a proposta foi apresentada justamente para mostrar o isolamento dos EUA em seu apoio a Israel, ainda que o governo conservador do primeiro-ministro Binyamin Netanyahu insista em prosseguir a construção de bairros judaicos além das fronteiras estabelecidas em 1967 pela ONU.